# Бубнов (Локачинская поселковая община)
Бу́бнов (укр. Бубнів) — село в Локачинской поселковой общине Владимирского района Волынской области Украины.
До 2020 года входило в Локачинский район.
Код КОАТУУ — 0722480501. Население по переписи 2001 года составляет 547 человек. Почтовый индекс — 45541. Телефонный код — 3374. Занимает площадь 14,43 км².